# Henryk Rogoziński
Henryk Rogoziński (ur. 2 lipca 1934 w Grabowcu, zm. 3 czerwca 2004) – polski artysta fotograf. Członek założyciel, członek honorowy, członek Kapituły Fotoklubu Rzeczypospolitej Polskiej Stowarzyszenia Twórców. Członek Związku Polskich Artystów Fotografików (Okręg Świętokrzyski).

## Życiorys
Henryk Rogoziński po raz pierwszy zaprezentował swoje zdjęcia (portrety i pejzaże) w 1973 roku na wystawie pt. „Wszystkie chwyty dozwolone”, w Białymstoku. W ciągu 30 lat pracy twórczej miał ponad 50 wystaw indywidualnych – krajowych i zagranicznych. 
W latach 1966–1977 był instruktorem fotografii w ówczesnym Wojewódzkim Domu Kultury, obecnie Wojewódzkim Ośrodku Animacji Kultury w Białymstoku. Był organizatorem, współorganizatorem, uczestnikiem wielu kursów, plenerów, warsztatów, seminariów i konsultacji fotograficznych. Był członkiem Warszawskiego Towarzystwa Fotograficznego, następnie członkiem i prezesem Białostockiego Towarzystwa Fotograficznego. 
Henryk Rogoziński zdecydowaną większość prac artystycznych wykonywał w technice „gumy arabskiej”, prowadził i uczestniczył w warsztatach szlachetnych, starych technik fotograficznych. Jest współautorem zdjęć do albumu „Białystok i okolice”, współautorem zdjęć do almanachu fotograficznego „Mistrzowie Polskiego Pejzażu”, wydanego w 2002 roku. Jego prace znajdują się w kolekcjach Galerii Arsenał w Białymstoku, Muzeum Religii w Grodnie, Związku Fotografików Litwy w Wilnie. Imieniem Henryka Rogozińskiego nazwano cykliczny konkurs fotograficzny „Taki Pejzaż”, organizowany przez Dom Kultury w Czarnej Białostockiej.
Henryk Rogoziński jest laureatem Nagrody Artystycznej Prezydenta Miasta Białegostoku, którą otrzymał za twórczą kontynuację szlachetnych technik fotograficznych oraz artystyczne utrwalanie dziedzictwa przeszłości. Jest jednym z członków założycieli Fundacji Fotografia dla Przyszłości. Prace Henryka Rogozińskiego zaprezentowano w Almanachu (1995–2017), wydanym przez Fotoklub Rzeczypospolitej Polskiej Stowarzyszenie Twórców.

## Odznaczenia
- Złoty Medal „Zasłużony dla Fotografii Polskiej”[3][26]